# Марк Хјуз
Лесли Марк Хјуз (енгл. Leslie Mark Hughes; Руабон, 1. новембар 1963) бивши је велшки фудбалер и фудбалски тренер. Играо је на позицији нападача, а понекад је био и у везном реду.
Играо је највише у енглеским клубовима, од којих је највише времена провео у Манчестер јунајтеду где је провео неколико година као омладинац и где је постигао више од 150 голова у свим такмичењима. На кратко је играо ван своје земље и то за Барселону и Бајерн Минхен.
Одмах након играчке посветио се тренерској каријери и то као селектор Велса. Иако је водио репрезентацију кроз неуспешне квалификације за  СП и ЕП, током његовог периода на клупи Велса дошло је до напретка. Најзапаженији је био као тренер Стоука. За то време је клуб завршио три пута на 9. месту на табели Премијер лиге. Током сезоне 2017/18. Стоук је био у лошој серији и бележио лоше резултате што је узроковало његовим отказом почетком 2018. године.

## Трофеји
Манчестер јунајтед
- Премијер лига: 1992/93, 1993/94.
- ФА куп: 1984/85, 1989/90, 1993/94.
- Лига куп Енглеске: 1991/92.
- ФА Черити шилд: 1990, 1993, 1994.
- Куп победника купова: 1990/91.
- УЕФА суперкуп: 1991.

Челси
- ФА куп: 1996/97.
- Лига куп Енглеске: 1997/98.
- Куп победника купова: 1997/98.

Блекберн роверси
- Лига куп Енглеске: 2001/02.